# Wafa bint Hasher Al Maktoum
La jequesa Wafa bint Hasher Al Maktoum (árabe: الشيخة وفاء حشر آل مكتوم) es una artista y curadora emiratense, miembro de una familia fundante y de gobernantes de Dubái. Pertenece a FN Diseño; un multiespacio funcional para acontecimientos & eventos de diseño del arte en Al Quoz, UAE. Es pariente de Mohammed bin Rashid Al Maktoum, vicepresidente y primer ministro de los Emiratos árabes Unidos, gobernante de Dubái.

## Exposiciones
- 2015 FISTICUFFS, Avenida Alserkal, Dubái, Emiratos árabes Unidos (curadora)[3]

- 2015 BEAUTOPSY, Alserkal Avenida, Dubái, Emiratos árabes Unidos (curadora)[4]

- 2014 Sikka Feria de Arte, Al Fahidi m Dubái, Emiratos árabes Unidos (co-curadora).[5]

- 2014 FAKiE#3, Dubái, Emiratos árabes Unidos (artista & curadora)[6]

- 2009 Croquis, Alserkal Avenida, Dubái, Emiratos árabes Unidos (fundadora).[7]

## Patronaje
| Año                                           | Organización                                             | Título | En Asociación con                                   |
| --------------------------------------------- | -------------------------------------------------------- | ------ | --------------------------------------------------- |
| 2014                                          | Premio para Excellency                                   | Patrón | \| Holdings de Administración de la hospitalidad \| |
| 2014                                          | Días de diseño Dubái                                     | Patrón |                                                     |
| 2013                                          | Cómic de Película & del Oriente Medio Con                | Patrón |                                                     |
| 2013                                          | 2.º El Internacional Emergiendo Premio de Artista (IEAA) | Patrón | Cultura de Dubái y Autoridad de Artes (DCAA)        |
| 2013                                          | Días de diseño Dubái                                     | Patrón |                                                     |
| 2012                                          | Días de diseño Dubái                                     | Patrón |                                                     |
| Holdings de Administración de la hospitalidad |                                                          |        |                                                     |